# Élections municipales de 2020 à Nancy
Pour un article plus général, voir Élections municipales françaises de 2020.
Le premier tour des élections municipales françaises de 2020 à Nancy  a lieu le 15 mars 2020. Le second tour, initialement prévu le 22 mars 2020, est reporté au 28 juin 2020 en raison de la pandémie de maladie à coronavirus. Il s'agit du renouvellement du conseil municipal et du conseil métropolitain. Comme dans toutes les communes de 1 000 habitants et plus, les élections à Nancy sont municipales et intercommunales. Chaque bulletin de vote comporte deux listes : une liste de candidats aux seules élections municipales et une liste de ceux également candidats au conseil métropolitain.
Alors que l'autre métropole lorraine, Metz, bascule à droite, Nancy voit l'élection d'un maire de gauche, pour la première fois depuis la fin de la Seconde Guerre mondiale. Après un échec en 2014, la liste menée par Mathieu Klein, socialiste et président du Conseil départemental, bat celle du maire sortant, l’ancien ministre Laurent Hénart, président du Mouvement radical, soutenu par LR et LREM. Mathieu Klein a bénéficié d'une fusion d’entre-deux-tours avec la liste écologiste de Laurent Watrin.

## Contexte
L'élection se déroule dans un contexte inédit, marqué par la pandémie de Covid-19 en France, qui explique le report de la date du second tour et en partie la forte abstention. Un intérêt croissant pour l'écologie des électeurs des métropoles s'observe lors de ces élections municipales dans plusieurs grandes villes françaises comme Paris, Lyon, Marseille, Bordeaux, Strasbourg, Montpellier, Grenoble, Annecy ou Poitiers. Un reportage du quotidien Le Monde évoque un « petit vent de dégagisme (qui) semble souffler sur Nancy », au détriment de Laurent Hénart qui apparaît comme l'héritier d'André Rossinot, ancien maire (1983-2014) et président de la Métropole du Grand Nancy depuis 2001. Laurent Hénart est en outre soutenu par le parti du président de la République, Emmanuel Macron, peu populaire, or les élections municipales sont en France une « sévère déroute électorale » pour La République en marche (LREM).

## Listes en présence
Huit listes sont en compétition.

### Lutte ouvrière
Lutte ouvrière présente une liste conduite par Christiane Nimsgern.

### La France insoumise
Le 11 février 2020, Nordine Jouira et Alice Gauthier-Python annoncent qu'ils conduiront la liste citoyenne « Nancy en commun ». Cette liste est soutenue par La France insoumise. « Nancy en commun » est un collectif citoyen qui propose un programme répondant aux urgences écologique, sociale et démocratique auxquelles la ville de Nancy et la métropole du Grand Nancy doivent faire face. Il est animé par le besoin de faire vivre « l’esprit des communs », tant à l’échelon communal que métropolitain, et d’impulser une profonde transition, avec, en perspective, « Une ville pour tou·te·s ! » .

### Europe Écologie Les Verts
Le 20 décembre 2019, le journaliste de France Bleu Sud Lorraine Laurent Watrin annonce sa candidature à la tête de la liste « Nancy écologie citoyenne (NEC) », qui est soutenue par Europe Écologie Les Verts (EÉLV), Génération.s et le collectif Nancy'nov en remplacement de Frédéric Maguin, récemment exclu. La liste reçoit le soutien de Patrick Hatzig, ancien vice-président aux transports régional de Lorraine en rupture du Parti communiste français, ainsi que d'Areski Sadi, conseiller municipal d'opposition et jusque-là fidèle lieutenant de Mathieu Klein. Laurent Watrin est placé en retrait éditorial de la radio.

### Parti socialiste - Parti communiste français - Nancy Écolo
Le 23 novembre 2019, le socialiste Mathieu Klein, président du conseil départemental de Meurthe-et-Moselle et candidat aux municipales de 2014 à la mairie, annonce sa candidature après avoir refusé de devenir ministre du gouvernement Philippe ; dans sa communication, l'appartenance au PS n’apparaît nulle part. 
Le 14 décembre 2019 le Parti communiste français rallie Mathieu Klein. Nancy écolo, un mouvement réunissant des exclus d'Europe Écologie Les Verts, fait de même en janvier 2020.
Pour le second tour, la liste de Watrin fusionne avec la liste de Mathieu Klein.

### Résistance
Le 22 janvier 2020, Françoise Hervé, ancienne adjointe au patrimoine de Laurent Hénart, annonce une liste « Résistance ».

### Mouvement radical - Les Républicains - La République en marche
Le 4 octobre 2019, Laurent Hénart, maire sortant et président du Mouvement radical, annonce sa candidature avec dans sa liste des membres de Les Républicains. Le maire sortant reçoit le soutien de La République en marche, ce qui n'est pas apprécié par beaucoup de Républicains de l’équipe sortante, alors que Jean-François Husson et Valérie Debord devaient se retrouver dans la liste conduite par Laurent Hénart. 
Le 24 novembre 2019, eu égard à la présence de Valérie Debord (LR), Malika Dati, d'autres membres LR sur la liste de Laurent Hénart et les militants LR de Nancy émettent des doutes sur la stratégie de leur parti. Patricia Melet, cheffe de file LR, déclare que « Laurent Hénart et Mathieu Klein, c'est Dupond et Dupont »[réf. nécessaire]. Le 20 janvier 2020, Les Républicains annoncent leur soutien à Laurent Hénart. Des dissidents refusent toutefois ce ralliement et rejoignent la liste « Unis pour Nancy ».

### Unis pour Nancy
Le 16 novembre 2019, Debout la France, présidé par Nicolas Dupont-Aignan, annonce le lancement d'une liste visant à rassembler « toutes les droites ».
Cette candidature n'ira finalement pas au bout mais confluera dans une liste d'union appelée « Unis pour Nancy », dans laquelle se trouvent des dissidents des Républicains, des membres de Debout la France, de Sens commun, du Parti chrétien démocrate et de la Lorraine royaliste, avec le soutien du Centre national des indépendants et paysans. La tête de liste est Patricia Melet
À la veille du second tour, Patricia Melet soutient Laurent Hénart sans en informer ses colistiers, qui réagissent en la désavouant publiquement.

### Rassemblement national
Grégoire Eury annonce sa volonté de faire une liste Rassemblement national en janvier 2020. Il est soutenu par le Parti de la France.

## Candidatures abandonnées

### Alexis Jaros
Alexis Jaros, musicien, est un temps candidat à la mairie de Nancy.

### Gilets jaunes
Le 28 novembre 2019, Denis Gabet président de « Nancy Ville humaine » annonce son intention d'être de nouveau candidat. Il qualifie Mathieu Klein et Laurent Hénart d'« héritiers » ; Laurent Hénart étant selon lui « l’héritier d’André Rossinot » et Mathieu Klein « celui de Michel Dinet », et que surtout, ce sont des candidats « macronistes ». Le souhait de Denis Gabet et des autres membres qui l’accompagnent est d’œuvrer à l’émergence d’une liste qui soit une « union anti-macronistes opposée à la politique de Laurent Hénart ». Il n'ira toutefois pas au bout de l'initiative et aucune liste ne sera déposée.

### Union populaire républicaine
Le 17 décembre 2019, l'Union populaire républicaine (UPR) lance sa candidature portée par Jason Vanoni (son référent départemental) avec la liste Nancy, c'est vous!. Comme toutes les listes de l'UPR, elle intègre les 30 propositions de l'association Anticor dans son programme, avec notamment l'exigence d'un casier judiciaire vierge pour chaque membre de la liste. Cette candidature se veut « hors système ». À l'occasion de la venue de François Asselineau à la mi-janvier, ils rappellent à la presse l'enjeu national de ces élections de mi-mandat et que l'UPR est « le seul parti véritablement en faveur du Frexit et pour la sortie de l'Otan ». Localement, Jason Vanoni propose le référendum d'initiative locale) et une solution de trolleybus bi-articulé pour le renouvellement de la ligne 1 permettant d'économiser environ 200 millions d'euros qu'il soumettrait à référendum.
Cette liste ne sera toutefois pas candidate puisqu'elle a été invalidée par la préfecture en raison de deux cas d’inéligibilité.

## Sondages

### Premier tour
| Source                    | Date de réalisation         | Échantillon | LO       | LFI    | PS-PCF | EÉLV   | EÉLV   | MR-LREM-LR | LR     | DVD   | DVD   | RN   | UPR    | Autres |
| Source                    | Date de réalisation         | Échantillon | Nimsgern | Jouira | Klein  | Maguin | Watrin | Hénart     | Morano | Hervé | Melet | Eury | Vanoni | Autres |
| ------------------------- | --------------------------- | ----------- | -------- | ------ | ------ | ------ | ------ | ---------- | ------ | ----- | ----- | ---- | ------ | ------ |
| Source                    | Date de réalisation         | Échantillon |          |        |        |        |        |            |        |       |       |      |        | Autres |
| Ipsos                     | 30 janvier - 4 février 2020 | 600         | 1        | 5      | 34     | –      | 12     | 34         | –      | 3     | 4     | 6    | 1      | –      |
| Ifop (commandé par le PS) | 13-15 juin 2019             | 603         | –        | 8      | 25     | 20     | –      | 28         | 8      | 2     | –     | 8    | –      | 1      |
| Ifop (commandé par le PS) | 13-15 juin 2019             | 603         | –        | 8      | 24     | 20     | –      | 36         | 36     | 3     | –     | 9    | –      | –      |
| Ifop (commandé par le PS) | 13-15 juin 2019             | 603         | 1        | 8      | 41     | 41     | –      | 37         | 37     | 3     | –     | 10   | –      | –      |

N.B. : en gras sur fond coloré : le candidat arrivé en tête du sondage.

### Second tour
| Source                    | Date de réalisation | Échantillon | Union de la gauche-EÉLV | MR-LREM-LR |
| Source                    | Date de réalisation | Échantillon | Klein                   | Hénart     |
| ------------------------- | ------------------- | ----------- | ----------------------- | ---------- |
| Source                    | Date de réalisation | Échantillon |                         |            |
| IFOP (commandé par le PS) | 13-15 juin 2019     | 603         | 53                      | 47         |

## Participation
On constate une hausse de 5,4 % de participation au second tour par rapport au premier tour. Toutefois, la participation reste bien moindre qu’aux élections municipales de 2008 et 2014, et se caractérise par une très forte abstention : 62,90 % au premier tour et 57,78 % au second. Ce phénomène n'est pas propre à Nancy; il s'observe dans la plupart des communes importantes. 
| Heure | Votants | %     | Participation au 1er tour du 15 mars 2020 | Participation au 2nd tour de 2008 | Participation au 2nd tour de 2014 |
| ----- | ------- | ----- | ----------------------------------------- | --------------------------------- | --------------------------------- |
| 10 h  | 4 211   | 8,28  | 10 h: 8,88                                | 10 h: 8,40                        | 10 h: 8,17                        |
| 12 h  | 9 962   | 19,58 | 12 h : 19,56                              | 12 h : 20,67                      | 12 h : 24,52                      |
| 14 h  | 14 171  | 27,85 | 14 h : 26,45                              | 14 h : 28,86                      | 14 h : 36,19                      |
| 16 h  | 17 402  | 34,20 | 16 h : 32,35                              | 16 h : 38,12                      | 18 h : 47,12                      |
| 18 h  | 21 595  | 42,44 | 18 h : 37,10                              | 18 h : 48,77                      | 18 h : 59,16                      |

## Résultats
|                                                          |                          |                                                              |              |              |             |             |        |        |  |
| Tête de liste                                            | Tête de liste            | Liste                                                        | Premier tour | Premier tour | Second tour | Second tour | Sièges | Sièges |  |
| Tête de liste                                            | Tête de liste            | Liste                                                        | Voix         | %            | Voix        | %           | CM     | MGN    |  |
|                                                          | Mathieu Klein            | PS - PCF - Nancy écolo                                       | 6 930        | 37,89        | 11 435      | 54,53       | 43     | 26     |  |
| Mathieu Klein – Nancy en grand                           |                          |                                                              | 6 930        | 37,89        | 11 435      | 54,53       | 43     | 26     |  |
|                                                          | Laurent Watrin           | EELV - G·s                                                   | 1 873        | 10,24        | 11 435      | 54,53       | 43     | 26     |  |
| Nancy écologie citoyenne                                 |                          |                                                              | 1 873        | 10,24        | 11 435      | 54,53       | 43     | 26     |  |
|                                                          | Laurent Hénart           | MR - LR - LREM                                               | 6 348        | 34,71        | 9 533       | 45,46       | 12     | 7      |  |
| Nancy positive                                           |                          |                                                              | 6 348        | 34,71        | 9 533       | 45,46       | 12     | 7      |  |
|                                                          | Françoise Hervé          | SE                                                           | 1 121        | 6,13         |             |             | 0      | 0      |  |
| Résistance « Résistance est espérance »                  |                          |                                                              | 1 121        | 6,13         |             |             | 0      | 0      |  |
|                                                          | Nordine Jouira           | LFI                                                          | 819          | 4,48         | 0           | 0           |        |        |  |
| Nancy en commun                                          |                          |                                                              | 819          | 4,48         | 0           | 0           |        |        |  |
|                                                          | Grégoire Eury            | RN - PDF                                                     | 678          | 3,71         | 0           | 0           |        |        |  |
| Rassemblement pour Nancy                                 |                          |                                                              | 678          | 3,71         | 0           | 0           |        |        |  |
|                                                          | Patricia Melet           | DLF - PCD - Sens commun - diss. LR CNIP - Lorraine royaliste | 356          | 1,95         | 0           | 0           |        |        |  |
| Unis pour Nancy                                          |                          |                                                              | 356          | 1,95         | 0           | 0           |        |        |  |
|                                                          | Christiane Nimsgern      | LO                                                           | 165          | 0,90         | 0           | 0           |        |        |  |
| Lutte ouvrière – Faire entendre le camp des travailleurs |                          |                                                              | 165          | 0,90         | 0           | 0           |        |        |  |
|                                                          |                          |                                                              |              |              |             |             |        |        |  |
| Votes exprimés                                           | Votes exprimés           | Votes exprimés                                               | 18 290       | 96,82        | 20 968      | 97,54       |        |        |  |
| Votes blancs                                             | Votes blancs             | Votes blancs                                                 | 108          | 0,57         | 316         | 1,47        |        |        |  |
| Votes nuls                                               | Votes nuls               | Votes nuls                                                   | 493          | 1,61         | 212         | 0,99        |        |        |  |
| Total                                                    | Total                    | Total                                                        | 18 891       | 100          | 21 595      | 100         | 55     | 33     |  |
| Abstention                                               | Abstention               | Abstention                                                   | 32 034       | 62,90        | 29 418      | 57,78       |        |        |  |
| Inscrits / participation                                 | Inscrits / participation | Inscrits / participation                                     | 50 925       | 37,10        | 50 914      | 42,22       |        |        |  |